# Crveni zmaj (2002.)
Crveni zmaj (u originalu Red Dragon) je američki igrani film snimljen 2002. u režiji Bretta Ratnera. Temelji se na romanu Crveni zmaj Thomasa Harrisa, te predstavlja prednastavak filma Kad jaganjci utihnu, odnosno remake filma Lovac na ljude iz 1986.
Glavni protagonist je Will Graham (čiji lik tumači Edward Norton, bivši agent FBI koji se svojim bivšim kolegama pridružuje u lovu na monstruoznog serijskog ubojicu i pomoć nastoji dobiti od Hannibala Lectera (čiji lik tumači Anthony Hopkins), psihijatra-kanibala koga je svojedobno stavio iza rešetaka.

## Uloge
- Anthony Hopkins kao Hannibal Lecter
- Edward Norton kao Will Graham
- Ralph Fiennes kao Francis Dolarhyde
- Harvey Keitel kao Jack Crawford
- Emily Watson kao Reba McClane
- Mary-Louise Parker kao Molly Graham
- Philip Seymour Hoffman kao Freddy Lounds
- Frank Whaley kao Ralph Mandy
- Anthony Heald kao Frederick Chilton
- Ken Leung kao Lloyd Bowman
- Frankie Faison kao Barney Matthews
- Ellen Burstyn kao glas bake Dolarhyde
- Tyler Patrick Jones kao Josh Graham

## Vanjske poveznice
- Red Dragon na Box Office Mojo
- Red Dragon na Rotten Tomatoes
- William Blake's The Great Red Dragon and the Woman Clothed in the Sun